# Francis John Byrne
Pour les articles homonymes, voir Francis Byrne et Byrne.
Francis John Byrne (né à Shanghai en 1934 - mort à Dublin le 30 décembre 2017) est un historien et médiéviste Irlandais.

## Biographie
Francis John Byrne nait à Shanghai où son père originaire de Dundalk était capitaine de navire sur le  Fleuve Jaune, Byrne est évacué avec sa mère vers  Australie lorsque éclate la  Seconde Guerre mondiale. Après la guerre sa mère retourne en Irlande, où son père qui avait survécu à l'internement par les  Japonais, rentre également et reprend une activité portuaire.
Byrne intègre le Blackrock College (en) dans le comté de Dublin où il étudie le latin et le grec ancien,  en plus du chinois qu'il avait appris lors de sa jeunesse. Il étudie ensuite l'histoire de l'Irlande ancienne à l' University College Dublin discipline dans laquelle il excelle, diplômé avec l'honneur de la première classe. Il étudie également la  paléographie et le latin médiéval en Allemagne avant de devenir lecteur en langues celtiques en Suède, d'où il revient à l'University College en 1964 pour occuper un poste de professeur.
L'ouvrage le plus connu de Byrne est le célèbre Irish Kings and High-Kings publié pour la première fois 1973. Il est également l'un des co-auteurs de la monumentale New History of Ireland publiée par la Royal Irish Academy en 9 volumes. Un Mélanges en son honneur : « Seanchas: studies in early and medieval Irish archaeology, history and literature in honour of Francis J. Byrne  »  a été publié en 2000 sous la direction de l'un de ses ancien étudiant Alfred P. Smyth. 
Francis John Byrne se retire en 2000, et meurt en décembre 2017.